# CFM International LEAP
CFM International LEAP (англ. Leading Edge Aviation Propulsion) — турбовентиляторний двигун з високим коефіцієнтом двоконтурності, вироблений CFM International, спільним підприємством американської GE Aerospace і французької Safran Aircraft Engines. Є наступником CFM56 і конкурує з Pratt & Whitney PW1000G в оснащенні вузькофюзеляжних літаків.
Базова архітектура LEAP включає зменшену версію турбіни низького тиску Safran, яка використовується на двигуні GEnx. Вентилятор має гнучкі лопаті, виготовлені за допомогою процесу перенесення смолою, які розкручуються зі збільшенням швидкості обертання вентилятора. Незважаючи на те, що LEAP розроблений для роботи при вищому тиску, ніж CFM56 (частково тому він більш ефективний), CFM планує встановити робочий тиск нижче максимального, щоб максимізувати термін служби та надійність двигуна. В даний час для LEAP пропонується більш широке використання композитних матеріалів, вентилятор у компресорі, камера згоряння з подвійним кільцевим попереднім змішуванням (TAPS II) другого покоління та коефіцієнт перепуску приблизно 10–11:1.
Компресор високого тиску (HP) працює зі ступенем стиснення до 22:1, що приблизно вдвічі перевищує відповідне значення для компресора HP CFM56.